# Helleborine
Helleborine là một chi thực vật có hoa trong họ Lan.